# Мученици тбилиски
Сто хиљада мученика тбилиски и све Грузије су светитељи Грузијске православне цркве који су погубљени јер се нису одрекли хришћанства након поробљавања главног града Грузије, Тбилисија, од стране Хорезмијског султана Џалал ал-Дина 1226.године. Савремени докази који процењују број умрлих нису сачувани. Прву оцену дала је анонимна грузијска „Хроника века“, написана сто година после догађаја, у 14. веку. Аутор хронике је писао о око 100 хиљада људи који су умрли. Грузијска црква их обележава 13. новембра (31. октобра по јулијанском календару).

## Историјске чињенице и хагиографија
Први сукоб Џалал ал-Дина са грузијским краљевством догодио се 1225. године, када је његова војска нанела тежак пораз Грузијцима код Гарнија, чиме је окончан средњовековни процват Грузије. Следеће године, Џалал ал-Дин је напредовао до Тбилисија, приморавајући грузијску краљицу Русудан и њен двор да побегну. Грузијске трупе које су преостале да бране престоницу пружиле су жесток отпор, али су Џалал ал-динове снаге на крају провалиле у град уз помоћ локалних муслимана 9. марта 1226. године.
Према Минорском и Бојлу, хришћанско становништво је поклано. Ан-Насави, секретар Џалал ал-Дина, написао је, не прецизирајући број мртвих: „град је заузет. Мачеви су имали потпуну контролу над својим становницима. <…> у њему (Тифлису) побијени су сви Грузијци и Јермени који су тамо били”. Киракос Ганџакеци (1203-1271) је писао: „отишао је у Тифлис... заузео град, истребио многе људе, натерао још више људи да се одрекну хришћанства и поклоне лажном и нетачном учењу муслимана. После овога, многи су, из страха од смрти, заменили истину лажима; други су смело бирали смрт над бедним животом и наследивши мученичку славу“. 
Сто година након масакра, један грузијски хроничар је описао злочине освајача, који су бебе чупали из груди њихових мајки и разбијали им главе: „коса и крв, главе и одсечени делови тела, црева гажена и згажена коњима – све је било помешано.”
Према грузијском извору, Џалал ал-Дин је срушио куполу храма Сиони и заменио је троном за себе. Архиепископ Закарија Мачитадзе је тврдио да су по наређењу султана иконе Христа и Богородице изнете из храма и постављене на мост преко реке Мтквари како би натерали хришћане да на њих згазе. Они који су одбили да скрнаве иконе и почине отпадништво и прихвате ислам били су посечени. Међутим, средњовековни хроничар је насликао другачију слику: „подигао је руку на Сион да би уништио његову куполу, планирајући да на његово место постави своје подло седиште, причврстивши (за куполу) високу и пространу платформу за уздизање. И на то је додао да је наредио да се слике Господа нашег Исуса Христа и Пресвете Богородице, које су биле власништво Сиона, донесу и ставе на ту платформу лицем нагоре. И силом је натерао све побеђене – мужеве и жене – да погазе свете слике и одбаце веру, а онима који су одбили наредио да им одсеку главе.” Односно, да би султан сео на трон уместо куполе храма, изграђена је висока платформа. Иконе су постављене лицем нагоре на платформу. Нема назнака где тачно леже те слике које су хришћани Тбилисија били приморани да газе. Према ауторовој претпоставци, „њихов број је несагледив у изобиљу, јер ми се чини да је број достигао сто хиљада убијених“.
М. Сабинин је навео да је око 10 хиљада мученика - предатих војника утврђења. Средњовековни грузијски хроничар наводи број убијених као терет. Први део овог броја је терет, значи „десет“. Други део, терет. ათნი ბევრნი - беврни, на савременом грузијском значи „много“. Вероватно потиче од староперсијског баивар/н, што значи „десет хиљада“, и има сада застарело значење „десет хиљада“.